# عامر ماضي
عامر ماضي (مواليد 1953 – وفيات 23 يوليو 2011) فنان موسيقي أردني، كان من مؤسسي رابطة الفنانين الأردنيين والتي أصبحت فيما بعد نقابة الفنانين الأردنيين. له بصمته الخاصة في أعماله، والتي تنوعت بين مؤلفات في الموسيقى الشرقية وموسيقى الآلات والغنائية. ألّف عامر موسيقى درامية لعدد من المسلسلات التلفزيونية، والمسرحيات، والبرامج الإذاعية، ومسلسلات الأطفال.
كان أول عمل تلفزيوني شارك فيه هي أغنية «عذب الجمال قلبي» هي أغنية لمسلسل فيروز والعقد. قام بتأليف الموسيقى لعدد من المسرحيات وخاصة مع «فرقة مسرح فوانيس» التي تأسست عام 1982؛ إذ قام بتلحين مسرحيتين، وهما: أبو الفوانيس في قاع السكساك، وأبو الفوانيس في وادي الريحان. من بين المسرحيات التي عمل على تأليف الموسيقى لها: دام دام تيك، سنابل، فرقة مسرحية وجدت مسرحاً فمسرحت هاملت، رحلة حرحش، عاش جلجامش عاش، طيبة تصعد إلى السماء. لحن لمسلسلات الكرتون مثل: ماروكو الصغيرة، الفارس الشجاع، مغامرات سنبل، الأحباء الثلاثة، افرح وامرح وتعلّم. لحّن ماضي نشيد الجامعة الأردنية، والذي كتبه الشاعر حيدر محمود.